# Крой, Филипп де
Филипп де Крой (фр. Philippe de Croÿ; ноябрь 1434 — 18 сентября 1482, Брюгге) — бургундский военачальник и государственный деятель, граф де Шиме, барон де Кьеврен. Сын Жана II де Кроя, графа де Шиме, и Марии де Лален.

## Биография
При жизни отца носил титулы сеньора де Сампи, затем барона де Кьеврена.
Воспитывался вместе с графом Шароле. Отличился в сражении с восставшими гентцами 22 июля 1453 года при Гавре, и был посвящён в рыцари герцогом Филиппом Добрым на поле боя.
Стал фаворитом Филиппа, которого сопровождал почти во всех поездках. В 1456 году был назначен великим бальи и капитан-генералом Эно, а в возрасте 28 лет, благодаря влиянию дяди, Антуана Великого, стал первым камергером герцога Бургундского.
На капитуле ордена Золотого руна в 1461 году в Сент-Омере Филипп де Крой набрал наибольшее число голосов после шести избранных рыцарей, и собрание постановило принять его в орден в случае отказа принца Адольфа Гельдернского. На этом же капитуле 7 мая разбиралась ссора между Филиппом и графом Шароле, выдвигавшим какие-то обвинения. По просьбе де Кроя герцог назначил комиссию из четырёх рыцарей для заслушивания показаний свидетелей.
Высокое положение дома де Крой и связи его членов с королём Людовиком XI привели к конфликту с графом Шароле, недовольным франко-бургундским соглашением 1463 года, возвращавшим Франции города на Сомме, и подозревавшим в действиях Антуана и Жана II измену. В 1464 году граф добился отстранения Антуана, Жана II и Филиппа де Кьеврена от придворных должностей. Семейство де Крой бежало во Францию, и Карл Смелый, придя к власти, конфисковал их владения.
Опала Филиппа продлилась недолго. В 1471 году он был направлен послом в Рим и другие государства Италии, в следующем году герцог передал ему конфискованные владения Филиппа де Коммина, бежавшего к королю Франции.
Наследовав в 1473 году отцу, Филипп принял титул графа де Шиме. 2 мая 1473 года на капитуле в Валансьене был принят в рыцари ордена Золотого руна. В том же году представлял герцога на Санлисской конференции. В 1474 году участвовал в осаде Нойса, и командовал правым крылом бургундской армии в сражении с имперскими войсками 24 мая 1475 года.
В 1474—1477 годах был стадхаудером завоеванного Карлом Смелым герцогства Гельдерн.
В качестве дипломата добился больших успехов на переговорах с папой Пием II и Ферранте I Неаполитанским, грамотой от 13 апреля 1475 года позволившим Филиппу носить свои гербовые эмблемы, а также при противодействии пиренейской политике Людовика XI, поддерживавшего Жана Анжуйского в войне с Хуаном Арагонским. В сентябре 1475 года как уполномоченный герцога подписал Солёврское перемирие, завершившее франко-бургундскую войну. 29 ноября участвовал в торжественном вступлении Карла Смелого в завоеванный Нанси.
В 1476 году участвовал в войне со швейцарцами, отличился в битве при Муртене, был взят в плен при Нанси, и отправлен в Германию. После освобождения, по настоянию Максимилиана Габсбурга и за крупный выкуп, сопровождал эрцгерцога в Нидерланды. В войне за Бургундское наследство сражался на стороне герцогини Марии, отвергнув предложения Людовика перейти на французскую службу.
В 1477 году взял штурмом замок Шиме, захваченный французами. В 1479 году во главе 9000 человек двинулся в Люксембург и изгнал королевские войска из Виртона, после чего принял должность губернатора герцогства.
В июле 1478 года вместе с кардиналом Клюньи, представлявшим герцога Бретонского, был восприемником при крещении сына Максимилиана и Марии, получившего имя своего крестного. Габсбург всецело доверял Филиппу, назначив его своим генеральным наместником и первым камергером. Занимая последнюю должность, граф должен был спать рядом с принцем, хранить тайную печать и ключ от его Палаты.
В 1481 году вместе с принцем Оранским и аббатом Сен-Бертена был направлен герцогиней к Эдуарду IV просить об английском вторжении во Францию. В следующем году участвовал в заключении Аррасского договора. Стал наместником в возвращенных французами городах и замках Кенуа и Бушене.
Умер в Брюгге 18 сентября 1482 года и был погребен в церкви кордельеров в Монсе.
По выражению хрониста Жоржа Шателена, Филипп де Крой был «самым несгибаемым копьем своего времени», большим умельцем в воинском деле, и носил прозвище «колокольчика из Эно», поскольку украшал своих лошадей серебряными бубенцами. Также был коллекционером манускриптов и заказчиком Рогира ван дер Вейдена, написавшего для него знаменитый диптих Мадонна с младенцем и Портрет Филиппа де Кроя.

## Семья
Жена (контракт 9 февраля 1453 года): Вальбурга фон Мёрс унд Саарведен (1440—1483), графиня фон Мёрс, дочь графа Винцента фон Мёрс и пфальцграфини Анны фон Зиммерн
Дети:
- Шарль I де Крой (1455—11.09.1527), князь де Шиме. Жена (9.12.1495): Луиза д’Альбре (ум. 1531), виконтесса Лиможская, дочь Алена д’Альбре и Франсуазы де Блуа-Шатийон
- Жан де Крой (ум. 1525), сеньор де Тур-сюр-Марн. Жена: Адриана ван Ставеле, виконтесса Фюрна, дочь Виллема ван Ставеле
- Антуан де Крой (ум. 1546), сеньор де Сампи. Жена 1) (12.1507): Луиза де Люксембург (ум. 1518), дочь Жака де Люксембурга, сеньора де Ришбур, и Изабеллы де Рубе; 2): Анна ван дер Грахт, графиня Фюрна, дочь Франса ван дер Грахта и Анны ван Ставеле
- Екатерина де Крой (ум. 12.1544). Муж (25.12.1490): Роберт II де Ламарк, герцог де Буйон (ум. 1536)
- Франсуаза де Крой. Муж: Антуан I де Люксембург (ум. 1519), граф де Бриенн
- Маргарита де Крой (ум. 7.02.1514). Муж (14.12.1501): граф Якоб III ван Хорн (ум. 1531)